# هشام مختار
هشام مختار (1991الجزائر) هو لاعب كرة قدم جزائري.

## روابط خارجية
- هشام مختار على موقع قاعدة بيانات كرة القدم.إي يو (الإنجليزية)
- هشام مختار على موقع Soccerway.com (الإنجليزية)